# Драгобрат (гора)
Драгобра́т (Перший Жандарм)  — гора гірського хребта Урду-Флавантуч у східній частині масиву Свидовець (Українські Карпати). Розташована на території Рахівського району Закарпатської області, між річками Чорною Тисою і Косівською.

## Географія

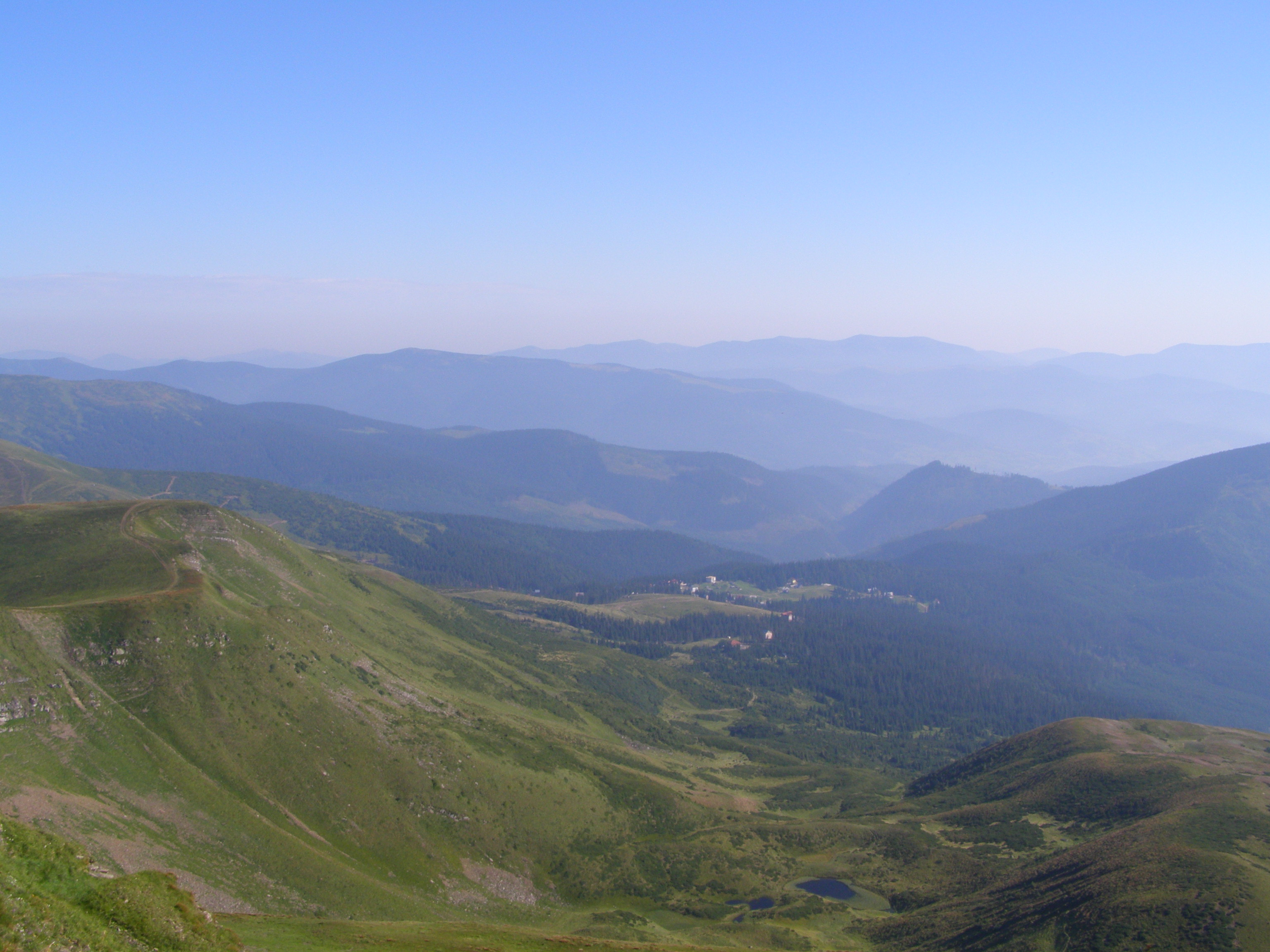
Гора Драгобрат
(ліворуч, на передньому плані)

Назва вершини «Драгобрат» перекладається як «вирубка» — тобто місце, ділянка, де вирубано ліс.
Висота вершини 1763 м. Східні і західні схили (впоперек хребта)― круті, південні та північні (вздовж хребта) — більш пологі. До висоти 1400 м ростуть хвойні та букові ліси, вище — лежать полонини. На східних схилах гори починають свій витік кілька струмків, які зливаються в один ― Свидовець, який впадає у Чорну Тису.
На південь від вершини, на відстані понад 1 км, лежить головна вершина гори Близниці (1883 м), на півночі, за 2 км — гора Стіг (1704 м). За 22 км на південний схід лежить гора Говерла (2061 м).
Драгобрат входить до складу природоохоронної території — Свидовецького заповідного масиву (частина Карпатського біосферного заповідника). На північно-східному схилі лежить гірськолижний курорт Драгобрат.
Через вершину проходить кілька популярних туристичних маршрутів, зокрема: «Вершинами Свидовця» — від селища Ясіня до селища Усть-Чорна та Осмолода — Ґорґани — Свидовець — Рахів.
Найближчі населені пункти: селище міського типу Ясіня за 11 км на північний схід, села Тростянець і Кваси за 9 і 10 км на південний схід, відповідно.